# (199986) Tchervone
(199986) Tchervone (nom international (199986) Chervone) est un astéroïde de la ceinture principale.

## Description
(199986) Tchervone est un astéroïde de la ceinture principale. Il fut découvert le 9 mai 2007 à Androuchivka par l'Observatoire astronomique d'Androuchivka. Il présente une orbite caractérisée par un demi-grand axe de 2,73 UA, une excentricité de 0,16 et une inclinaison de 13,8° par rapport à l'écliptique.

## Compléments